# 노스 (영화)
《노스》(영어: North)는 미국에서 제작된 롭 라이너 감독의 1994년 코미디 드라마 모험 영화이다. 일라이자 우드, 존 러비츠, 브루스 윌리스, 제이슨 알렉산더, 앨런 아킨, 댄 애크로이드, 캐시 베이츠, 로버트 코스탠조, 페이스 포드, 그레이엄 그린, 줄리아 루이드라이퍼스, 에이브 비고다 등이 출연하였다. 스칼릿 조핸슨의 데뷔작이다. 원작 소설 작가인 앨런 즈와이벨 등이 제작에 참여하였다.

## 출연
- 일라이자 우드
- 존 러비츠
- 브루스 윌리스
- 제이슨 알렉산더
- 앨런 아킨
- 댄 애크로이드
- 캐시 베이츠
- 로버트 코스탠조
- 페이스 포드
- 그레이엄 그린
- 줄리아 루이드라이퍼스
- 리바 매킨타이어
- 존 리터
- 로런 톰
- 에이브 비고다
- 키오니 영
- 알렉산드르 고두노프
- 켈리 맥길리스
- 스칼릿 조핸슨
- 벤 스타인
- 테일러 프라이
- 얼래나 오스틴
- 저시 스몰렛
- 카밋 버카
- 로절린드 차오
- 앨런 레이친스
- 마크 셰이먼
- 앨런 즈와이벨

## 기타 제작진
- 미술: J. 마이클 리바
- 의상: 글로리아 그레셤